# Holocaust-Museum von Griechenland
Das Holocaust-Museum von Griechenland (griechisch Μουσείο Ολοκαυτώματος Ελλάδος), offiziell Holocaust-Museum und Bildungsstätte für Menschenrechte Griechenlands, ist ein im Bau befindliches Museum über den Holocaust in der griechischen Stadt Thessaloniki. Der Bau wurde 2016 vorgeschlagen und wird teilweise von Deutschland mit zehn Millionen Euro finanziert, zusammen mit Unterstützung der Stadt Thessaloniki und des ehemaligen Bürgermeisters Giannis Boutaris. Die Gesamtbaukosten werden auf 25 Millionen Euro  geschätzt. Die Grundsteinlegung erfolgte am 30. Januar 2018.
Die Wahl fiel auf Thessaloniki und nicht auf Athen, da die Stadt während des Zweiten Weltkriegs stark gelitten hatte. Thessaloniki war von Anfang an unter deutscher Besatzung, im Gegensatz zum größten Teil Griechenlands, der von Italien oder Bulgarien besetzt war. Adolf Hitler plante die Eingliederung der Stadt in das Dritte Reich als Vergeltung für ihre Beteiligung am Ersten Weltkrieg an der Salonikifront.
1942 begannen die deutschen Truppen mit der Umsetzung der Nürnberger Gesetze in der Stadt und befahlen männlichen Juden, sich auf dem Platia Eleftherias zu melden, wo sie öffentlich gefoltert und gedemütigt wurden, bevor sie zur Arbeit gezwungen wurden. In der Nähe des Bahnhofs wurde ein jüdisches Ghetto eingerichtet. 1943 wurden die 56.000 Juden der Stadt in 19 Zügen in die Konzentrationslager Auschwitz und Bergen-Belsen deportiert, wo 43.000 bis 49.000 von ihnen getötet wurden. Die Zugfahrt von Thessaloniki zu den Konzentrationslagern war die längste aller Holocaust-Züge und die Deportierten mussten eine Fahrkarte kaufen.
Zwischen dem 15. und dem frühen 20. Jahrhundert war Thessaloniki die einzige Stadt in Europa, in der die Juden die Mehrheit der Bevölkerung stellten. Nach dem Krieg kehrten jedoch nur 2000 Juden zurück und heute sind es weniger als 1000. Insgesamt kamen 80.000 griechische Juden – 85 % der gesamten jüdischen Bevölkerung Griechenlands – im Holocaust um.